# Hec Crighton Trophy
Die Hec Crighton Trophy ist ein seit dem Jahr 1967 vergebener Preis für den besten Spieler im Canadian Football von U Sports. Benannt ist sie nach Hec Crighton, einem langjährigen Schiedsrichter und Trainer, sowie Autor des ersten Regelwerks von U Sports.

## Bisherige Gewinner
| Jahr | Sieger             | Pos    | Team                         |
| ---- | ------------------ | ------ | ---------------------------- |
| 1967 | Mike Eben          | WR     | Toronto Varsity Blues        |
| 1968 | Mike Raham         | RB     | Toronto Varsity Blues        |
| 1969 | Dave Fleiszer      | FB     | McGill Redmen                |
| 1970 | Paul Paddon        | QB     | Ottawa Gee-Gees              |
| 1971 | Mel Smith          | WR     | Alberta Golden Bears         |
| 1972 | Andrew Parici      | QB     | Windsor Lancers              |
| 1973 | Dave Pickett       | QB     | Saskatchewan Huskies         |
| 1974 | Al Charuk          | FS     | Acadia Axemen                |
| 1975 | Brian Fryer        | WR     | Alberta Golden Bears         |
| 1976 | Bob Stracina       | WR/K   | Acadia Axemen                |
| 1977 | Bob Cameron        | QB/P/K | Acadia Axemen                |
| 1978 | Jamie Bone         | QB     | Western Ontario Mustangs     |
| 1979 | Scott Mallender    | QB     | Windsor Lancers              |
| 1980 | Greg Marshall      | RB     | Western Ontario Mustangs     |
| 1981 | Dan Feraday        | QB     | Toronto Varsity Blues        |
| 1982 | Rick Zmich         | QB     | Ottawa Gee-Gees              |
| 1983 | Greg Vavra         | QB     | Calgary Dinos                |
| 1984 | Phil Scarfone      | QB     | McMaster Marauders           |
| 1985 | Larry Mohr         | RB     | Queen’s Golden Gaels         |
| 1986 | Blake Marshall     | RB     | Western Ontario Mustangs     |
| 1987 | Jordan Gagner      | QB     | UBC Thunderbirds             |
| 1988 | Chris Flynn        | QB     | Saint Mary’s Huskies         |
| 1989 | Chris Flynn        | QB     | Saint Mary’s Huskies         |
| 1990 | Chris Flynn        | QB     | Saint Mary’s Huskies         |
| 1991 | Tim Tindale        | RB     | Western Ontario Mustangs     |
| 1992 | Eugene Buccigrossi | QB     | Toronto Varsity Blues        |
| 1993 | Tim Tindale        | RB     | Western Ontario Mustangs     |
| 1994 | Bill Kubas         | QB     | Wilfrid Laurier Golden Hawks |
| 1995 | Don Blair          | WR     | Calgary Dinos                |
| 1996 | Éric Lapointe      | RB     | Mount Allison Mounties       |
| 1997 | Mark Nohra         | RB     | UBC Thunderbirds             |
| 1998 | Éric Lapointe      | RB     | Mount Allison Mounties       |
| 1999 | Phil Côté          | QB     | Ottawa Gee-Gees              |
| 2000 | Kojo Aidoo         | RB     | McMaster Marauders           |
| 2001 | Ben Chapdelaine    | QB     | McMaster Marauders           |
| 2002 | Tommy Denison      | QB     | Queen’s Golden Gaels         |
| 2003 | Tommy Denison      | QB     | Queen’s Golden Gaels         |
| 2004 | Jesse Lumsden      | RB     | McMaster Marauders           |
| 2005 | Andy Fantuz        | WR     | Western Ontario Mustangs     |
| 2006 | Daryl Stephenson   | RB     | Windsor Lancers              |
| 2007 | Erik Glavic        | QB     | Saint Mary’s Huskies         |
| 2008 | Benoit Groulx      | QB     | Laval Rouge et Or            |
| 2009 | Erik Glavic        | QB     | Calgary Dinos                |
| 2010 | Brad Sinopoli      | QB     | Ottawa Gee-Gees              |
| 2011 | Billy Greene       | QB     | UBC Thunderbirds             |
| 2012 | Kyle Quinlan       | QB     | McMaster Marauders           |
| 2013 | Jordan Heather     | QB     | Bishop’s Gaiters             |
| 2014 | Andrew Buckley     | QB     | Calgary Dinos                |
| 2015 | Andrew Buckley     | QB     | Calgary Dinos                |
| 2016 | Noah Picton        | QB     | Regina Rams                  |
| 2017 | Ed Ilnicki         | RB     | Alberta Golden Bears         |
| 2018 | Adam Sinagra       | QB     | Calgary Dinos                |
| 2019 | Chris Merchant     | QB     | Western Mustangs             |